# Butamirat
Butamirat (ali brospamin, v Sloveniji pod lastniškima imenoma Sinecod in Panatus) je neopioidni antitusik (zdravilo, ki zavira kašelj). Zavira center za kašelj v podaljšani hrbtenjači. Uporablja se za zdravljenje suhega, dražečega kašlja neglede na vzrok. 
Za razliko od opioidnih antitusikov ne povzroča odvisnosti in tolerance. Tudi ne povzroča dihalne supresije in je zato varnejši od kodeina. Nahaja se v peroralnih farmacevtskih oblikah (tablete in sirupi).

## Neželeni učinki
Neželeni učinki so redki in blagi: kožni izpuščaj, koprivnica, slabost, bruhanje, driska, omotica.